# Paris-Roubaix 2011
Paris-Roubaix 2011 blev arrangeret 10. april 2011, og var den 109. udgave af cykelløbet Paris-Roubaix. Løbet gik over totalt 27 strækninger med brosten.
Løbet blev vundet af Johan Vansummeren som cykler for Garmin-Cervélo. Efter at have forladt sine "udbrudskammerater" da der var 15 km tilbage kom han i ensom majestæt ind til mål. Vansummeren, som almindeligvis er en hjælperytter, fik en af sine største (og en af sine foreløbig få) sejre i karrieren. Holdet Garmin-Cervélo tog en længe ventet sejr efter flere skuffende klassikerløb. Andenpladsen tog Leopard Trek-rytteren Fabian Cancellara, tredjepladsen gik til Maarten Tjallingii fra Rabobank. Lars Bak kom ind på en femteplads.

## Hold
25 hold var inviteret til at deltage i løbet, alle 18 ProTeams og 8 professionelle kontinentalhold. 
| ProTeams | Professionelle kontinentalhold                                                                              |
| --- | --- |
| - Leopard Trek - Garmin-Cervélo - Team Sky - Team HTC-Highroad - Quick Step - Omega Pharma-Lotto - BMC Racing Team - Katusha - AG2R La Mondiale - Vacansoleil-DCM - Rabobank - Liquigas-Cannondale - Lampre-ISD - Saxo Bank-SunGard - Team RadioShack - Movistar Team - Astana - Euskaltel-Euskadi | - Acqua & Sapone - Saur-Sojasun - FDJ - Skil-Shimano - Cofidis - Europcar - Team NetApp - Bretagne-Schuller |

## Resultater
| Nr. | Navn                | Hold              | Tid     |
| --- | ------------------- | ----------------- | ------- |
| 1   | Johan Vansummeren   | Garmin-Cervélo    | 6:07.28 |
| 2   | Fabian Cancellara   | Leopard Trek      | + 19    |
| 3   | Maarten Tjallingii  | Rabobank          | + 19    |
| 4   | Grégory Rast        | Team RadioShack   | + 19    |
| 5   | Lars Ytting Bak     | Team HTC-Highroad | + 21    |
| 6   | Alessandro Ballan   | BMC Racing Team   | + 36    |
| 7   | Bernhard Eisel      | Team HTC-Highroad | + 47    |
| 8   | Thor Hushovd        | Garmin-Cervélo    | + 47    |
| 9   | Juan Antonio Flecha | Team Sky          | + 47    |
| 10  | Mathew Hayman       | Team Sky          | + 47    |